# Katerînivka, Oleksandria
Katerînivka (în ucraineană Катеринівка) este un sat în comuna Dobronadiivka din raionul Oleksandria, regiunea Kirovohrad, Ucraina.

## Demografie
Componența lingvistică a localității Katerînivka
     Ucraineană (90%)
     Rusă (5%)
     Belarusă (5%)
Conform recensământului din 2001, majoritatea populației localității Katerînivka era vorbitoare de ucraineană (90%), existând în minoritate și vorbitori de rusă (5%) și belarusă (5%).